# Coeliopsidinae
Coeliopsidinae – podplemię roślin z rodziny storczykowatych (Orchidaceae). Obejmuje trzy rodzaje. Rośliny te występują w Ameryce Środkowej i Ameryce Południowej.

## Systematyka
Podplemię sklasyfikowane do plemienia Cymbidieae z podrodziny epidendronowych (Epidendroideae) w rodzinie storczykowatych (Orchidaceae), rząd szparagowce (Asparagales) w obrębie roślin jednoliściennych.
Wykaz rodzajów
- Coeliopsis Rchb.f.
- Lycomormium Rchb.f.
- Peristeria Hook.